# Hugo Ekitike
Hugo Ekitike (hoặc Ekitiké, sinh ngày 20 tháng 6 năm 2004) là một cầu thủ bóng đá chuyên nghiệp người Pháp hiện đang thi đấu ở vị trí tiền đạo cho câu lạc bộ Liverpool tại Giải bóng đá Ngoại hạng Anh.

## Sự nghiệp câu lạc bộ

### Paris Saint-Germain
Vào ngày 16 tháng 7 năm 2022, Paris Saint-Germain (PSG) thông báo đã ký hợp đồng cho mượn Ekitike trong một mùa giải kèm theo tùy chọn mua đứt với mức phí được báo cáo là 35 triệu euro, bao gồm cả chi phí phụ.
Ekitike ra mắt PSG với tư cách là cầu thủ dự bị trong chiến thắng 5–0 trên sân khách trước Clermont vào ngày 6 tháng 8 năm 2022. Vào ngày 1 tháng 10, anh có trận ra mắt đầu tiên cho câu lạc bộ trong chiến thắng 2–1 trước Nice tại Sân vận động Công viên Các Hoàng tử. Mười ngày sau, Ekitike có trận ra mắt UEFA Champions League khi vào sân thay người ở những phút cuối trận trong trận hòa 1–1 trên sân nhà trước Benfica. Vào ngày 13 tháng 11, anh ghi bàn thắng đầu tiên cho Paris Saint-Germain trong chiến thắng 5–0 trên sân nhà trước Auxerre. Anh kết thúc mùa giải với bốn bàn thắng và bốn pha kiến tạo trong tổng cộng 32 trận. Bên cạnh đó, anh giành chức vô địch Ligue 1 đầu tiên trong sự nghiệp. Vào tháng 6 năm 2023, pha chuyển nhượng của anh sang PSG đã trở thành một hợp đồng vĩnh viễn trị giá 28,5 triệu euro cộng với 6,5 triệu euro chi phí phụ. Vào tháng 9 năm 2023, anh đã bị loại khỏi đội hình tham dự Champions League mùa giải 2023–24.

### Eintracht Frankfurt
Vào ngày 1 tháng 2 năm 2024, Ekitike đã ký hợp đồng cho câu lạc bộ Bundesliga Eintracht Frankfurt dưới dạng cho mượn cho đến cuối mùa giải với tùy chọn mua đứt. Anh ra mắt với tư cách là cầu thủ dự bị trong trận thua 2–0 trên sân khách trước FC Köln hai ngày sau đó. Vào ngày 19 tháng 4, anh ghi bàn thắng đầu tiên cho câu lạc bộ trong chiến thắng 3–1 trên sân nhà trước FC Augsburg. Vào ngày 26 tháng 4, tùy chọn mua đứt trong hợp đồng cho mượn của Ekitike tại Eintracht Frankfurt đã được kích hoạt và anh hoàn thiện việc chuyển nhượng với mức phí là 16,5 triệu euro. Anh đã ký hợp đồng cho đến hết mùa giải 2028–29. Ngày hôm sau, Ekitike ghi một bàn thắng trong trận thua 2–1 trên sân khách trước Bayern Munich với một cú sút chân phải từ ngoài vòng cấm với khoảng cách 18 yards vào góc dưới bên phải của lưới. Vào ngày 10 tháng 4 năm 2025, Ekitike đã ghi một bàn thắng từ xa trong trận lượt đi tứ kết Europa League với Tottenham Hotspur.
Cuối mùa giải 2024–25, Ekitike đã ghi 15 bàn sau 33 trận đấu tại giải đấu. Câu lạc bộ kết thúc ở vị trí thứ 3 tại Bundesliga, giành một suất tham dự Champions League 2025–26. Cuối mùa giải, Ekitike đã góp mặt trong Đội hình tiêu biểu của Bundesliga mùa giải 2024–25.

### Liverpool
Vào ngày 23 tháng 7 năm 2025, Ekitike đã ký hợp đồng với câu lạc bộ Premier League Liverpool với mức giá chuyển nhượng lên tới 95 triệu euro.
Ekitike đã ghi bàn thắng đầu tiên cho câu lạc bộ ngay trong trận ra mắt trong trận Siêu cúp Anh giữa Liverpool và Crystal Palace trong trận thua 3–2 trên chấm luân lưu sau khi hòa 2–2 trong thời gian thi đấu chính thức vào ngày 10 tháng 8. Vào ngày 15 tháng 8, anh ra mắt và ghi bàn thắng đầu tiên trong chiến thắng 4–2 trước Bournemouth tại Premier League.

## Sự nghiệp quốc tế
Ekitike đủ điều kiện để chơi cho Pháp vì Pháp là nơi sinh của anh và thông qua cha anh, và cho Cameroon thông qua mẹ anh. Anh hiện là cầu thủ trẻ quốc tế của Pháp, đã từng đại diện cho U-20 Pháp.

## Thống kê sự nghiệp

### Câu lạc bộ
Tính đến 15 tháng 8 năm 2025
| Câu lạc bộ                 | Mùa giải            | Giải đấu               | Giải đấu | Giải đấu | Cúp quốc gia | Cúp quốc gia | Cúp liên đoàn | Cúp liên đoàn | Châu lục | Châu lục | Khác | Khác | Tổng cộng | Tổng cộng |
| Câu lạc bộ                 | Mùa giải            | Hạng đấu               | Trận     | Bàn      | Trận         | Bàn          | Trận          | Bàn           | Trận     | Bàn      | Trận | Bàn  | Trận      | Bàn       |
| -------------------------- | ------------------- | ---------------------- | -------- | -------- | ------------ | ------------ | ------------- | ------------- | -------- | -------- | ---- | ---- | --------- | --------- |
| Reims B                    | 2019–20             | Championnat National 2 | 12       | 5        | —            | —            | —             | —             | —        | —        | —    | —    | 12        | 5         |
| Reims B                    | 2020–21             | Championnat National 2 | 2        | 1        | —            | —            | —             | —             | —        | —        | —    | —    | 2         | 1         |
| Reims B                    | 2021–22             | Championnat National 2 | 1        | 0        | —            | —            | —             | —             | —        | —        | —    | —    | 1         | 0         |
| Reims B                    | Tổng cộng           | Tổng cộng              | 15       | 6        | —            | —            | —             | —             | —        | —        | —    | —    | 15        | 6         |
| Reims                      | 2020–21             | Ligue 1                | 2        | 0        | 0            | 0            | —             | —             | 0        | 0        | —    | —    | 2         | 0         |
| Reims                      | 2021–22             | Ligue 1                | 24       | 10       | 2            | 1            | —             | —             | —        | —        | —    | —    | 26        | 11        |
| Reims                      | Tổng cộng           | Tổng cộng              | 26       | 10       | 2            | 1            | —             | —             | 0        | 0        | —    | —    | 28        | 11        |
| Vejle Boldklub (mượn)      | 2020–21             | Danish Superliga       | 11       | 3        | 0            | 0            | —             | —             | —        | —        | —    | —    | 11        | 3         |
| Paris Saint-Germain (mượn) | 2022–23             | Ligue 1                | 25       | 3        | 3            | 1            | —             | —             | 4        | 0        | —    | —    | 32        | 4         |
| Paris Saint-Germain        | 2023–24             | Ligue 1                | 1        | 0        | —            | —            | —             | —             | —        | —        | —    | —    | 1         | 0         |
| Paris Saint-Germain        | Tổng cộng           | Tổng cộng              | 26       | 3        | 3            | 1            | —             | —             | 4        | 0        | —    | —    | 33        | 4         |
| Eintracht Frankfurt (mượn) | 2023–24             | Bundesliga             | 14       | 4        | —            | —            | —             | —             | 2        | 0        | —    | —    | 16        | 4         |
| Eintracht Frankfurt        | 2024–25             | Bundesliga             | 33       | 15       | 3            | 3            | —             | —             | 12       | 4        | —    | —    | 48        | 22        |
| Eintracht Frankfurt        | Tổng cộng           | Tổng cộng              | 47       | 19       | 3            | 3            | —             | —             | 14       | 4        | —    | —    | 64        | 26        |
| Liverpool                  | 2025–26             | Premier League         | 1        | 1        | 0            | 0            | 0             | 0             | 0        | 0        | 1    | 1    | 2         | 2         |
| Tổng cộng sự nghiệp        | Tổng cộng sự nghiệp | Tổng cộng sự nghiệp    | 125      | 42       | 8            | 5            | 0             | 0             | 18       | 4        | 1    | 1    | 153       | 52        |

1. ↑  Bao gồm Coupe de France, DFB-Pokal và FA Cup
2. ↑  Bao gồm EFL Cup
3. 1 2  Số lần ra sân tại UEFA Champions League
4. ↑  Số lần ra sân tại UEFA Europa Conference League
5. ↑  Số lần ra sân tại UEFA Europa League
6. ↑  Số lần ra sân tại FA Community Shield

## Danh hiệu
Paris Saint-Germain
- Ligue 1: 2022–23, 2023–24

U-20 Pháp
- Giải đấu Maurice Revello: 2022

Cá nhân
- Đội hình xuất sắc nhất mùa giải của Bundesliga: 2024–25